# 闕所物奉行
闕所物奉行（けっしょものぶぎょう）とは、江戸幕府に置かれていた職名の1つ。闕所処分とされたものの財産の没収・売却を担当した。御闕所奉行（ごけっしょぶぎょう）とも。

## 概要
設置された時期は不明であるが、寛永年間には留守居支配として名前が登場している。元禄2年閏1月5日（1689年2月24日）に大目付支配に移された。
定員は2名で御目見以下・100俵5人扶持・席次は焼火間・袴役（『吏徴』）とされているが、実際の人員は3ないし4名とこれよりも多かった。また、配下に手代（御目見以下・20俵2人扶持・席次は抱席）が6名ないし8名いたとされているが、実際の人員は固定されていないなど、その組織については不明な点が多い。
闕所とされた者の財産の没収・売却を担当するが、江戸在住の旗本・御家人の場合は土地は普請奉行・家屋は作事奉行が管轄したため、残った動産などの処分にあたった。売却によって得た代金は御金奉行に引き渡された。